# Machine
Machine je drugi studijski album američkog metal sastava Static-X. Objavljen je 22. svibnja 2001.
To je ujedno i njihov posljednji album koji su snimili s bubnjarom Kenom Jayom, te jedini koji su snimali samo tri člana sastava, jer im se gitarist Tripp Eisen pridružio tek nakon snimanja. Singlovi s albuma su "Black and White" i "This Is Not", dok se pjesma "Cold" našla na soundtracku za film Kraljica prokletih. 

## Popis pjesama
| 1.    | »Bien Venidos«        | 0:21 |
| 2.    | »Get to the Gone«     | 2:49 |
| 3.    | »Permanence«          | 4:01 |
| 4.    | »Black and White«     | 3:50 |
| 5.    | »This Is Not«         | 2:57 |
| 6.    | »Otsego Undead«       | 3:29 |
| 7.    | »Cold«                | 3:40 |
| 8.    | »Structural Defect«   | 3:39 |
| 9.    | »...In a Bag«         | 4:21 |
| 10.   | »Burn to Burn«        | 4:17 |
| 11.   | »Machine«             | 3:27 |
| 12.   | »A Dios Alma Perdida« | 5:58 |
| 42:55 |                       |      |

### Bonus pjesme
1. "Anything but This" - 4:03 (samo na japanskom izdanju)
2. "Sweat of the Bud" (uživo) - 3:24 (samo na japanskom izdanju)

## Top liste

### Album
| Top lista (2001.) | Pozicija |
| ----------------- | -------- |
| Billboard 200     | 11.      |

### Singlovi
| Godina | Singl             | Top lista              | Pozicija |
| ------ | ----------------- | ---------------------- | -------- |
| 2001.  | "Black and White" | Mainstream Rock Tracks | 35.      |
| 2001.  | "This Is Not"     | Mainstream Rock Tracks | 36.      |
| 2002.  | "Cold"            | Mainstream Rock Tracks | 29.      |

## Produkcija
- Static-X

- Wayne Static — vokal, gitara, klavijature, programiranje
- Tony Campos - bas-gitara, prateći vokal
- Ken Jay - bubnjevi
- Trip Eissen - gitara
- Koichi Fukuda - autor glazbe